# Zanobatidae
Pannrockor Zanobatidae  är en familj av batoider som utgörs av två beskrivna arter. Dessa rockor är små och uppnår ca 60 cm i längd. De förekommer utanför västafrikas kust.